# Kovács János (labdarúgó, 1918)
Kovács János, (Temesvár, 1918 – Nagyvárad, 1982) válogatott labdarúgó, csatár. A sportsajtóban Kovács II néven volt ismert.

## Pályafutása
A Temesvári MTE csapatában kezdte a labdarúgást. Innen szerződött először Craiovába, majd Ploiestibe. Egy franciaországi túra során félévre Párizsban maradt és ott játszott, de a honvágy visszavitte Ploiestibe. 1940 végén szerződött Nagyváradra a NAC-hoz, ahol egy bajnoki ezüstérmet és egy magyar bajnoki címet szerzett a csapattal. A bajnoki cím megnyerése idején már nem szerepelt a csapatban, mert egy magyar katonatiszttel történt nézett eltérése kapcsán 6 hónap börtönre ítélték. A második világháború után rövid ideig ismét feltűnt Nagyváradon, majd egy aradi kitérő után a Szatmári Sanitas harmadosztályú csapatában játszott. 1948-ban újra Nagyváradra szerződött és tagja lett az 1948–49-es idényben román bajnokságot nyert csapatnak. 1952 és 1953 között a Nagyváradi Törekvéshez igazolt, amely akkor Metalul Oradea néven szerepelt a megyei bajnokságban. A második idényben, a feljutás szempontjából fontos mérkőzésen az ellenfél egyik játékosát rendkívül durva módon rúgta fel. A labdarúgó-szövetség örökre eltiltotta a játéktól.

## Sikerei, díjai
- Magyar bajnokság
  - bajnok: 1943–44
  - 2.: 1942–43
- Román bajnokság
  - bajnok: 1948–49

## Statisztika

### Mérkőzése a válogatottban
| Magyarország | Magyarország    | Magyarország          | Magyarország | Magyarország | Magyarország | Magyarország | Magyarország | Magyarország |
| #            | Dátum           | Helyszín              | Hazai        | Eredmény     | Vendég       | Kiírás       | Gólok        | Esemény      |
| ------------ | --------------- | --------------------- | ------------ | ------------ | ------------ | ------------ | ------------ | ------------ |
| 1.           | 1943. június 6. | Szófia, Junak Stadion | Bulgária     | 2 – 4        | Magyarország | barátságos   | -            |              |
|              | Összesen        |                       |              | 1            | mérkőzés     |              | 0            | gól          |